# Хуторське
Хуторське́ (рос. Хуторское) — присілок у складі Бакчарського району Томської області, Росія. Входить до складу Високоярського сільського поселення.

## Населення
Населення — 156 осіб (2010; 206 у 2002).
Національний склад (станом на 2002 рік):
- росіяни — 81 %